# ГЕС-ГАЕС Гелмс
ГЕС-ГАЕС Гелмс — гідроакумулювальна електростанція у штаті Каліфорнія (Сполучені Штати Америки). Знаходячись перед ГЕС Haas, становить верхній ступінь каскаду у сточищі Кінгс-Рівер, яка дренує західний схил гір Сьєрра-Невада та у нижній течії розділяється на два рукави, котрі прямують на північ та на південь — до впадіння ліворуч у річку Сан-Хоакін (завершується в затоці Сан-Франциско) та безсточне озеро Tulare (раніше, до реалізації іригаційних проектів, в періоди високої водності течія у південному рукаві могла реверсуватись та забезпечувати стік з Tulare до Сан-Хоакін).
Як верхній резервуар станція використовує водосховище Courtright Lake з корисним об'ємом 152 млн м3. Його утримує кам'яно-накидна гребля із бетонним облицюванням висотою 96 метрів та довжиною 263 метри, зведена на Helms Creek, правій притоці Норт-Форк-Кінгс-Рівер (правий витік Кінгс-Рівер).
Нижній резервуар — Lake Wishon — створили на самій Норт-Форк-Кінгс-Рівер за допомогою кам'яно-накидної греблі із бетонним облицюванням висотою 79 метрів та довжиною 1015 метрів. Ця водойма має площу поверхні 3,9 км2 та корисний об'єм 110 млн м3.
Від верхнього резервуару прокладений тунель завдовжки 1,3 км, який має дві секції з діаметрами 8,2 та 6,7 метра. Після переходу над долиною Лост-Каньйон за допомогою водопроводу довжиною 63 метри починається другий тунель довжиною 2,7 км. Він переходить у напірний водовід діаметром 8,2 метра та завдовжки 684 метри (в тому числі 532 метра похилої шахти), котрий розгалужується на три довжиною по 154 метри зі спадаючим діаметром від 3,5 до 2,4 метра.
Машинний зал споруджений у підземному виконанні на глибині біля 300 метрів. Доступ до нього здійснюється через тунель довжиною 1,1 км та ліфтову шахту. Основне обладнання станції становлять три оборотні турбіни типу Френсіс потужністю по 404 МВт, які використовують напір у 532 метри.
Зв'язок з нижнім резервуаром забезпечується через тунель довжиною 1,2 км з діаметром 8,2 метра.
В 2017 році станція забезпечила виробітку 872 млн кВт-год електроенергії.